# Niklas Kaul
Niklas Kaul (Mainz, 11 de fevereiro de 1998) é um atleta alemão, campeão mundial do decatlo.
Conquistou a medalha de ouro no Campeonato Mundial de Atletismo de 2019, em Doha, Qatar, sendo, aos 21 anos, o atleta mais jovem a conquistar o título mundial. Uma lesão no tornozelo durante o salto em altura o impediu de completar a prova em Tóquio 2020 e o fez sair de cadeira de rodas do estádio.
No ano seguinte, recuperado, foi o campeão no Campeonato Europeu de Atletismo de 2022 disputado em casa, em Munique. Ele é o atual recordista mundial Sub-20 do decatlo.